# Hemicordulia ericetorum
Hemicordulia ericetorum – gatunek ważki z rodziny szklarkowatych (Corduliidae).